# Thrincotropis karruensis
Thrincotropis karruensis är en insektsart som beskrevs av Brown, H.D. 1960. Thrincotropis karruensis ingår i släktet Thrincotropis och familjen Pamphagidae. Inga underarter finns listade i Catalogue of Life.